# Wilfred McClaughry
Vous lisez un « bon article » labellisé en 2023.
Wilfred Ashton McClaughry, né Wilfred Ashton McCloughry le 26 novembre 1894 à Knightsbridge, dans la banlieue d'Adélaïde et mort le 4 janvier 1943 au Caire, est un aviateur et air vice-marshal australien.
Membre depuis 1913 de l'armée de réserve australienne, il rejoint la première force impériale australienne en 1914 lorsque la Première Guerre mondiale éclate et est envoyé à Gallipoli au début de l'année suivante. Il y est blessé deux fois et est transféré dans le Royal Flying Corps en 1916. Après sa formation, il rejoint le No. 100 Squadron RFC et reçoit la croix militaire. Pilote expérimenté et australien, il est muté dans l'Australian Flying Corps et dirige brièvement le No. 2 Squadron AFC. En octobre 1917, il est nommé officier commandant du No. 4 Squadron AFC. Il reçoit une Distinguished Flying Cross et l'ordre du Service distingué pour son leadership.
Après la guerre, il intègre la Royal Air Force et commande divers escadrons, notamment dans le royaume d'Irak et au Yémen. Il est diplômé de l'Imperial Defence College en 1931 et est envoyé au royaume d'Égypte. Il y commande deux bases aériennes puis est nommé air officer commanding des forces britanniques d'Aden. Il revient en Angleterre avant la Seconde Guerre mondiale et intègre le ministère de l'Air en 1938.
Il commande le No. 9 Group RAF durant la bataille d'Angleterre puis devient air officer commanding en Égypte. Il est tué, alors qu'il est passager, dans un accident d'avion au Caire en 1943.

## Jeunesse
Wilfred Ashton McCloughry naît le 26 novembre 1894 à Knightsbridge, dans la banlieue d'Adélaïde,,. Son père, James Kingston McCloughry, est un drapier originaire d'Irlande du Nord et sa mère, Charlotte Rebecca (née Ashton), est née en Australie. Son frère, Edgar, qui nait deux ans plus tard, rejoindra également la Royal Air Force et y aura une belle carrière.
Wilfred effectue ses études au Queen's College à North Adelaide puis à l'université d'Adélaïde et l'École des mines d'Adélaïde.
Il rejoint en septembre 1913 le 76e bataillon d'infanterie de l'armée de réserve australienne avec le grade de second lieutenant,.

## Première Guerre mondiale

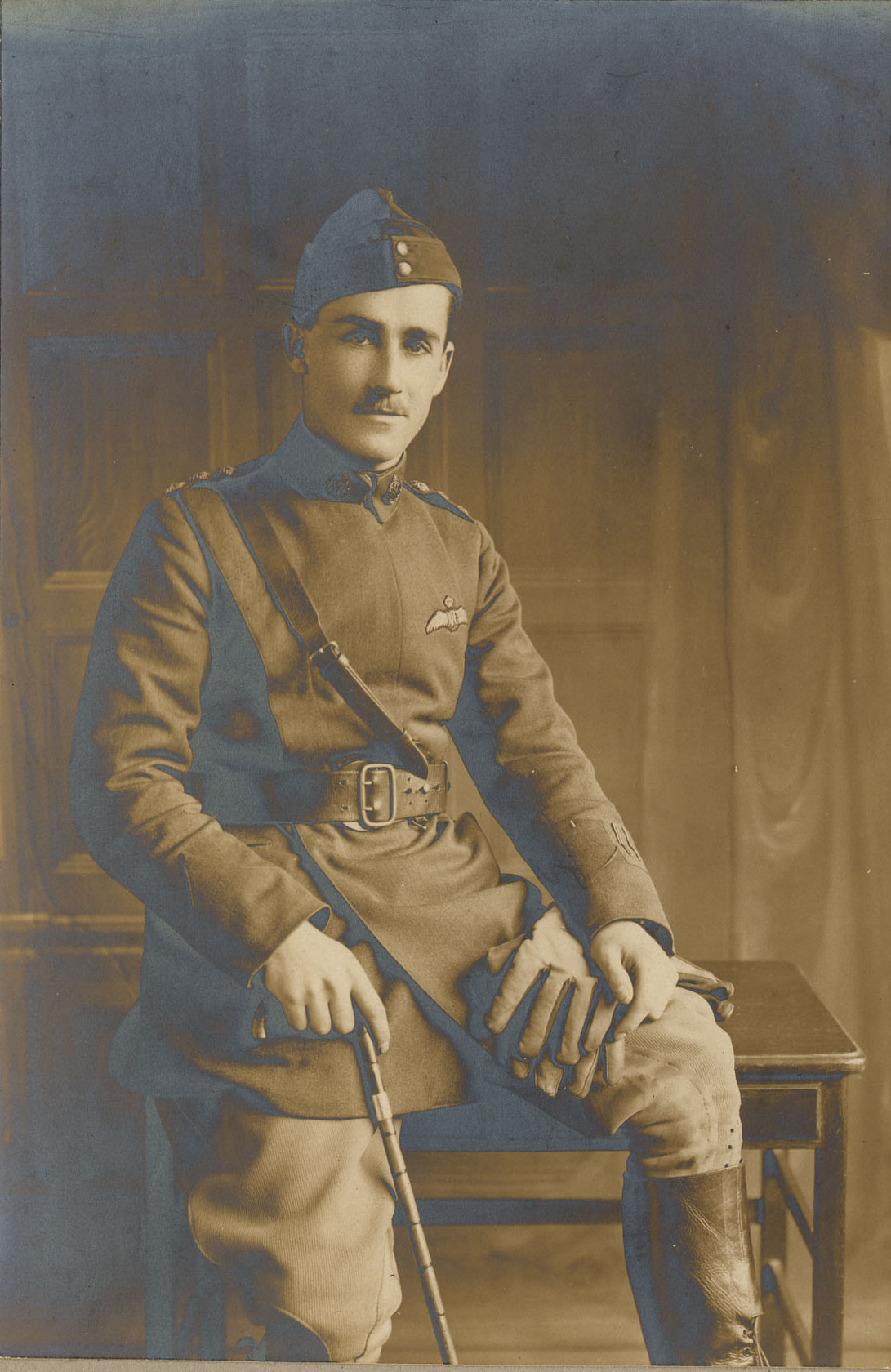
Wilfred Ashton McClaughry vers 1915.

Lorsque la Première Guerre mondiale éclate, Wilfred McClaughry est transféré dans la première force impériale australienne,. Il est incorporé le 16 janvier 1915 dans le 9e régiment de cavalerie légère avec le grade de first lieutenant,,,.
Il embarque pour l'Égypte le 12 février à bord du HMAT Armadale A26 et participe à la bataille des Dardanelles de mai à août 1915. Il y est blessé deux fois, dont la deuxième fois gravement au niveau du bras gauche et d'un pied,,,. Il est alors évacué en Angleterre,.
Wilfred McClaughry y rejoint le Royal Flying Corps en 1916 et reçoit sa formation à la No. 1 School of Military Aeronautics en mars de la même année,. Après celle-ci, il intègre le No. 50 Squadron RFC (en) en juin 1916, une force de défense nationale opérant contre les dirigeables allemands,. Il est nommé flying officer par la même occasion,.
Wilfred McClaughry est ensuite muté dans le nouvellement formé No. 100 Squadron RFC en février 1917,. Il s'agit du premier escadron de bombardiers opérant de nuit. Il l'accompagne en France le mois suivant en tant que flight commander ,. Il reçoit la Croix militaire en juillet 1917, et « en de nombreuses occasions, il a fait preuve du plus grand courage et de la plus grande habileté pour bombarder avec succès des gares et des trains, souvent à très basse altitude, et a toujours donné un bel exemple d'énergie et de détermination ».
En tant qu'Australien expérimenté, il intègre en septembre 1917 l'Australian Flying Corps et devient flight commander du No. 2 Squadron AFC déployé en France,. Son escadron livre le premier combat aérien australien. Vers midi le 2 octobre, une patrouille de quatre Airco DH.5 mené par McClaughry et revenant de Saint-Quentin rencontre un avion allemand mais celui-ci leur échappe. Les avions allemands sont plus rapides que les avions britanniques et le combat n'a lieu que si les premiers le souhaitent. Cela démontre aux aviateurs alliés la règle qu'un combat aérien ne doit être engagé que s'il n'existe aucune autre solution. McClaughry ne reste qu'un mois en France, avant de revenir en Angleterre pour être nommé officier commandant du No. 4 Squadron AFC,,. Il y retrouve son frère Edgar. L'escadron traverse la Manche en décembre 1917,.

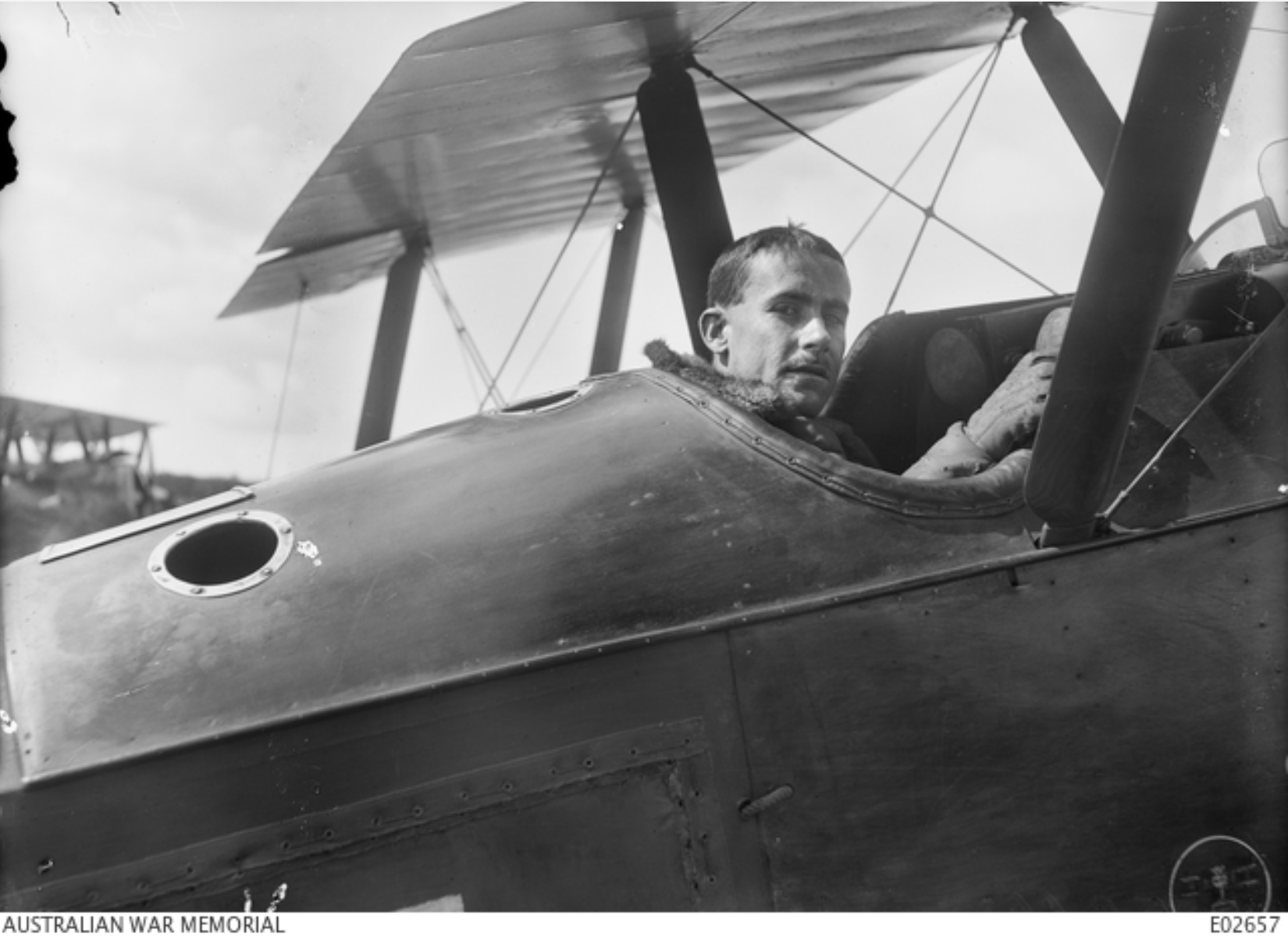
Wilfred McClaughry dans le cockpit de son avion.

Wilfred McClaughry est « calme mais ferme » et dirige efficacement l'escadron australien équipé de Sopwith Camel. Il effectue de nombreuses missions de bombardement de nuit, sans être pourtant équipé pour. Il obtient trois victoires aériennes et reçoit la Distinguished Flying Cross en novembre 1918,. Sa « personnalité inspirante, […] son excellent leadership et […] l'audace dont il fait invariablement preuve dans ses attaques » sont mis en avant. Pour ses qualités de commandement durant la guerre, il reçoit l'ordre du Service distingué en février 1919 et l'annonce mentionne que « le bilan de l'escadron de cet officier, lorsqu'il était équipé de Sopwith Camels, était unique, non seulement par le nombre d'avions détruits avec des pertes presque insignifiantes pour nous-mêmes, mais aussi par la persistance avec laquelle ils ont effectué d'innombrables raids à la plus basse altitude » et loue « son leadership attentif et infatigable ».
Il quitte le No. 4 Squadron en octobre 1918 et occupe divers postes dans des escadrons de l'AFC.

## Entre-deux-guerres
Wilfred McClaughry rejoint la Royal Air Force en août 1919 grâce à l'appui du général William Birdwood. Il est démobilisé de l'AFC le 30 septembre 1919,. En 1921, il devient officier commandant de l'Air Piloting School. L'année suivante, il suit des cours au RAF Staff College,,. En 1924, il est nommé officier commandant du No. 8 Squadron RAF (en) basé à RAF Hinaidi (en) (royaume d'Irak) puis, à partir de 1928, à RAF Khormaksar (en) (Yémen). Il passe ensuite trois ans comme officier d'état-major au quartier général de la Wessex Bombing Area.
En 1931, il est diplômé de l'Imperial Defence College, et intègre le Directorate of Operations and Intelligence.
Il est promu group captain en 1934 et est nommé officier commandant de RAF Heliopolis (en) en Égypte puis de la base aérienne de Marsa Matruh l'année suivante,,. En juillet 1936, il devient air officer commanding des forces britanniques d'Aden durant deux ans,. En 1938, il intègre le ministère de l'Air où il est directeur de l'entraînement,,.
Le 27 avril 1940, Wilfred McClaughry épouse Angela Grace Maria Segalir ; il s'agit de son deuxième mariage, le premier ayant été dissous.

## Seconde Guerre mondiale et accident mortel

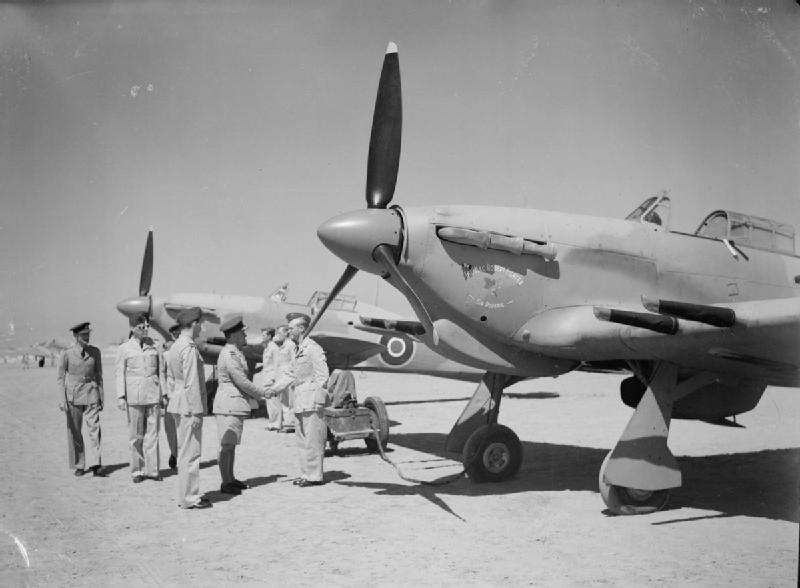
L'air vice-marshal Wilfred McClaughry remet officiellement au quatre Hawker Hurricane Mark IIC.

Wilfred McClaughry sert pendant la bataille d'Angleterre où il commande le No. 9 Group RAF, composé en partie de pilotes polonais,,. En 1942, il est nommé Compagnon de l'ordre du Bain et obtient le grade d'air vice-marshal. Il est envoyé en juillet 1942 en Égypte où il est air officer commanding du quartier général (AHQ Egypt),,.
Il meurt lors d'un accident d'avion le 4 janvier 1943 près du Caire et est enterré au cimetière militaire d'Héliopolis,,. L'avion, un Lockheed Lodestar décolle de Benina en Libye et s'écrase lorsque le pilote tente un atterrissage à Héliopolis, près du Caire. À son bord, outre Wilfred McClaughry, se trouvent la femme du air chief marshal Arthur Tedder ainsi que d'autres membres de la RAF,. Les onze personnes à bord perdent la vie lors de l'accident. Les causes exactes de l'accident restent inconnues même si McClaughry a ordonné au pilote de décoller de Benina malgré les mauvaises conditions météorologiques en route, notamment une tempête de sable à Héliopolis. Le pilote voulait attendre mais McClaughry a fait pression et imposé le décollage. D'autres raisons peuvent expliquer l'accident, notamment le pare-brise du Lodestar qui était très sale même si l'avion venait de traverser la tempête de sable, ou un fort courant descendant à Héliopolis.

## Hommages
Les carillons électriques de la Congregational Church d'Adélaide sont dédiés à sa mémoire. Le peintre britannique Cuthbert Orde réalise un portrait de lui.